# 2013년 4월
| 2013년: 1월 · 2월 · 3월 · 4월 · 5월 · 6월 · 7월 · 8월 · 9월 · 10월 · 11월 · 12월 |

| <          | 2013년 4월  | 2013년 4월 | 2013년 4월  | 2013년 4월 | 2013년 4월 | >          |
| 일         | 월          | 화         | 수          | 목         | 금         | 토         |
|            | 1 2.21 정유 | 2 22 무술  | 3 23 기해   | 4 24 경자  | 5 25 신축  | 6 26 임인  |
| 7 27 계묘  | 8 28 갑진   | 9 29 을사  | 10 3.1 병오 | 11 2 정미  | 12 3 무신  | 13 4 기유  |
| 14 5 경술  | 15 6 신해   | 16 7 임자  | 17 8 계축   | 18 9 갑인  | 19 10 을묘 | 20 11 병진 |
| 21 12 정사 | 22 13 무오  | 23 14 기미 | 24 15 경신  | 25 16 신유 | 26 17 임술 | 27 18 계해 |
| 28 19 갑자 | 29 20 을축  | 30 21 병인 |             |            |            |            |

| - 4월 28일 - 이세호(前 육군참모총장) - 4월 21일 - 이해삼(前 정당인) - 4월 18일 - 김인선(前 국회의원) - 4월 10일 - 로렌초 안토네티(추기경) - 4월 8일 - 마거릿 대처(前 영국 총리) - 4월 4일 - 로저 이버트 - 야마구치 노보루 - 4월 1일 - 박상규 - 4월 24일 - 대한민국 재보궐 선거 편집하기 |

## 2013년4월 30일(화요일)
국제
- 오라녜 공 빌럼알렉산더르 왕위 계승자가 네덜란드의 국왕으로 즉위하다.

이슈
- 서울지방검찰청이 인터넷 여론 조작 사건에 대해 국가정보원을 8년 만에 압수수색하다.

## 2013년4월 29일(월요일)
이슈
- 서울지방검찰청이 인터넷 여론 조작 사건과 관련해 원세훈 전 국가정보원장을 소환조사하다.

## 2013년4월 26일(금요일)
- 용인 경전철이 개통되었다.

## 2013년4월 24일(수요일)
선거
- 대한민국에서 재보궐 선거가 치러지다.

국제
- 방글라데시 다카 외곽에서 건물 붕괴 사고가 발생하여 최소 250명이 사망하다.

## 2013년4월 23일(화요일)
국제
- 일본 국회의원 168명이 야스쿠니 신사 참배를 강행하다.

## 2013년4월 20일(토요일)
재해
- 중국 쓰촨성 낙산현 북서쪽 111km 지역에서 규모 6.9의 지진이 발생해 100여명이 사망·실종되고 600여명이 부상당하다.

## 2013년4월 18일(목요일)
이슈
- 서울수서경찰서가 인터넷 여론 조작에 대해 수사 결과를 발표하고 검찰에 송치하다.

## 2013년4월 15일(월요일)
국제
- 미국 보스턴에서 마라톤 경기에서 두 차례 폭발이 일어나 3명이 사망하고, 수십 명이 부상당하다.

## 2013년4월 14일(일요일)
국제
- 니콜라스 마두로가 베네수엘라 대통령으로 당선되다.

## 2013년4월 11일(목요일)
경제
- 한국은행 금융통화위원회가 기준금리를 2.75%로 동결하다.

## 2013년4월 10일(수요일)
이슈
- 미래창조과학부와 한국인터넷진흥원은 3·20 전산 대란에 악성코드 76종 중 30종 이상, 공격 경유지 49곳 중 22곳이 과거 북한이 썼던 것이라고 밝히다.

종교
- 이탈리아의 로렌초 안토네티 추기경이 90세를 일기로 선종하다.

## 2013년4월 9일(화요일)
국제
- 이란 부셰르 주에서 규모 6.3의 지진이 발생하여 37명이 사망하고, 850이 부상당하다.

IT
- 마이크로소프트에서 서비스팩이 설치되지 않은 윈도우 7에 대한 지원을 중단했다.

## 2013년4월 8일(월요일)
국제
- 마거릿 대처 전 영국 총리가 사망하다.

## 2013년4월 7일(일요일)
국제
- 아프가니스탄 탈레반의 공격으로 미국인 6명을 비롯하여 16명의 사상자가 발생하다.

## 2013년4월 4일(목요일)
국제
- 국제 해커그룹 어나니머스가 북한의 대남 선전용 웹사이트 우리민족끼리에서 해킹한 9001개 가입자 계정을 인터넷에 공개하다.

## 2013년4월 2일(화요일)
정치
- 북한이 조선로동당 중앙위원회 전원회의에서 채택된 '경제건설과 핵무련건설 병진노선'에 따라 영변의 5MW급 흑연감속로를 정비해 재가동할 것이라고 밝히다.

## 2013년4월 1일(월요일)
질병
- 농림축산식품부가 중국에서 조류인플루엔자(H7N9형)로 인한 사망자가 발생해 검역을 강화한다고 밝히다.

정치
- 북한이 최고인민회의를 열어 박봉주 전 당 경공업부장을 신임 내각 총리로 임명하다.